# Tomáš Sivok
Tomáš Sivok (ur. 15 września 1983 w Pelhřimovie) – czeski piłkarz występujący na pozycji środkowego obrońcy lub defensywnego pomocnika. Od 2017 gra w izraelskim Maccabi Petach Tikwa.

## Kariera klubowa
Tomáš Sivok zawodową karierę rozpoczynał w 2000 roku w Dynamie Czeskie Budziejowice. W 2002 roku przeniósł się do Sparty Praga, z którą wywalczył tytuł mistrza kraju. Po sezonie powrócił do Dynamo Czeskie Budziejowice, by w trakcie rozgrywek 2003/2004 znów trafić do Sparty. W czeskiej drużynie Sivok początkowo pełnił rolę rezerwowego, jednak regularnie dostawał szanse gry. Razem z zespołem z Pragi ten utalentowany piłkarz odnosił wiele sukcesów w kraju – w 2004, 2006 i 2007 roku zdobył Puchar Czech, a w 2005 i 2007 roku zwyciężył także w ligowych rozgrywkach. We wrześniu 2005 roku Sivok został kapitanem swojego klubu. 28 września w spotkaniu Ligi Mistrzów przeciwko Ajaksowi Amsterdam doznał poważnej kontuzji, która wykluczyła go z gry na około pół roku.
Pozyskaniem Sivoka swojego czasu interesował się między innymi AC Milan, jednak czeski piłkarz w 2007 roku trafił ostatecznie do innej włoskiej drużyny – Udinese Calcio. Z ekipą "Bianconerich" podpisał 4,5-letni kontrakt. Nie spełnił jednak pokładanych w nim nadziei i w 2008 roku na zasadzie wypożyczenia powrócił do Sparty Praga.
Latem 2008 roku Czech przeszedł do tureckiego Beşiktaşu JK. Klub ze Stambułu zapłacił za niego 4,7 miliona euro. Sivok zadebiutował w nim 24 sierpnia w wygranym 3:2 wyjazdowym meczu z Antalyasporem. W sezonie 2008/2009 zdobył ze swoim zespołem mistrzostwo Turcji. W 2015 przeszedł do Bursasporu.

## Kariera reprezentacyjna
Sivok ma za sobą występy w młodzieżowych reprezentacjach Czech. W 2006 roku pełnił rolę kapitana drużyny do lat 21. W seniorskiej drużynie narodowej zadebiutował 3 września 2005 roku w przegranym 0:2 spotkaniu przeciwko Rumunii. 14 maja 2008 roku Karel Brückner powołał go do kadry na mistrzostwa Europy.